# 恐惧的绿洲
《恐惧的绿洲》（直译：理想的殺人場所）是一部1971年的鉛黃電影，由翁貝托·蘭齊執導並共同編劇，艾琳·帕帕斯、雷·洛夫洛克和奥内拉·穆蒂主演。
這部電影是義大利和法國合拍的電影，於1971年在義大利院线上映。

## 劇情
兩個兜售色情內容的嬉皮士（理查德和英格丽德）因为没有材料可卖，于是开始自行拍摄“淫秽照片”出售。在躲避瑞典当局追捕时，他们来到一位名叫芭芭拉的中年妇女家中。芭芭拉是一位北约上校的妻子，她先是让他们参与性游戏，后来又让他们卷入了一场错综复杂的谋杀阴谋。原来，芭芭拉谋杀了自己的丈夫，并把尸体藏在了自己汽车的后备箱里。她的脑海中产生了陷害這兩個嬉皮士的想法。

## 演员
- 艾琳·帕帕斯 饰 芭芭拉·斯莱萨尔
- 雷·洛夫洛克（英语：Ray Lovelock (actor)） 饰 迪克·布特勒
- 奥内拉·穆蒂 饰 英格丽德·舍曼
- 卡利斯托·卡利斯蒂 饰 警督
- 米歇爾·巴迪內 饰 巴拉蒂
- 安東尼奧·梅里諾 饰 阿戈斯蒂诺
- 萨尔·博尔杰塞（英语：Sal Borgese） 饰 阿戈斯蒂诺的朋友
- 烏貝托·拉荷（英语：Umberto Raho）
- 雅克·史坦尼
- 翁貝托·道爾西（英语：Umberto D'Orsi）
- 湯姆·費利吉（英语：Tom Felleghi）
- 佛朗哥·雷塞爾（英语：Franco Ressel）